# Istituto di tutela e assistenza dei lavoratori
L'Istituto di tutela e assistenza dei lavoratori (Ital) è un ente di patronato costituito dalla UIL e riconosciuto giuridicamente dal decreto ministeriale del 18 giugno 1952.

L'Istituto nasce per difendere i diritti dei lavoratori e delle loro famiglie, per realizzare un sistema di sicurezza sociale basato sugli ideali di libertà e sul riformismo economico.

L'Ital ha natura di persona giuridica di diritto privato e svolge un servizio di pubblica utilità attraverso la tutela gratuita dei cittadini ed è componente attiva del sistema servizi Uil.

## Storia
La storia dell'Ital ha i suoi prodromi nelle leggi che permisero in Italia la nascita delle prime associazioni patronali. 
Nel 1904 fu varata una legge che contro gli infortuni sul lavoro e le rispettive provvidenze previste, un'altra legge nel 1917 estese ai lavoratori agricoli tali norme. Il testo prevedeva anche un primo embrione di normativa per la nascita e il riconoscimento del patronato.
Solo con la caduta del regime fascista e la nascita del sindacato unitario a seguito del patto di Roma del 1944 le camere del lavoro diedero vita nel 1945 all'Istituto nazionale confederale di assistenza (INCA). In seguito con  decreto legislativo del capo provvisorio dello stato n. 804 del 29 luglio 1947 fu definitivamente disciplinata l'attività dei patronati.
Con la rottura dell'unità sindacale e la nascita di CISL e nascita della UIL anche l'INCA perse la sua caratteristica di unitarietà. LA UIL insieme all'ENDAS ente legato al PRI promossero la costituzione di un nuovo patronato:l'Istituto tutela ed assistenza lavoratori ovvero l'ITAL. L'ITAL ottenne il riconoscimento legale, ad opera del Ministero del lavoro e della previdenza sociale il 16 febbraio 1952.
I primi tempi furono difficili dal punto di vista finanziario ed organizzativo. L'INCA, dopo la scissione, aveva mantenuto la maggior parte dei dipendenti e delle sedi nonché la totalità delle pratiche dei lavoratori in essere; inoltre nell'intervallo fra la nascita e la piena legittimazione dei nuovi patronati confederali l'INCA ebbe il monopolio quasi completo sulle attività patronali. In questa difficile situazione all'ITAL si arrivò addirittura a riciclare le buste postali.
Negli anni del boom economico l'ITAL non si occupò più solamente dell'assistenza dei lavoratori per le pratiche previdenziali, ma passò ad un'azione di vera e propria assistenza e tutela dei diritti sociali e civili per tutti i cittadini anche stranieri in Italia e all'estero. Questa trasformazione ha portato l'ITAL ai giorni nostri ad essere presente in 27 paesi nel mondo con oltre 1000 tra uffici e recapiti e più di un milioni di persone che si rivolgono ai suoi servizio ogni anno.

## Presenza sul territorio
L'ITAL è radicato nel territorio nazionale e internazionale con circa 1000 sedi e con circa 2000 operatori, collaboratori e delegati sindacali di riferimento. Le risorse umane sono qualificate e vantano una professionalità acquisita tramite progetti di aggiornamento e di formazione continua. Nelle sedi estere operatori e collaboratori svolgono anche attività di supporto alle autorità diplomatiche e consolari.

Come previsto dalla recente approvazione del regolamento attuativo della legge di riforma dei patronati, l'ITAL è impegnato quotidianamente nella costituzione di sportelli informativi unici ai quali il cittadino può rivolgersi in Italia e nel mondo per risolvere i propri problemi. 
La Corte costituzionale, con sentenza n.24 nel 2000 non ha ritenuto ammissibile il referendum che chiedeva l'abrogazione dei patronati. L'alta funzione sociale dei patronati nello svolgimento di attività di interesse generale è infatti individuata dalla Costituzione, all'articolo 38, ed è stata riaffermata nella sentenza n. 42 del febbraio 2000.